# سیارک ۱۱۱۰۹
سیارک ۱۱۱۰۹ (به انگلیسی: 11109 Iwatesan، نامگذاری:1995UG8) یازده هزار و صد و نهمین سیارک کشف شده‌است که در ۲۷ اکتبر ۱۹۹۵ کشف شد.
قدر مطلق سیارک برابر ۲۵.۷ است.